# Entoloma pulvereum
Entoloma pulvereum är en svampart som beskrevs av Rea 1907. Entoloma pulvereum ingår i släktet Entoloma och familjen Entolomataceae.   Inga underarter finns listade i Catalogue of Life.